# Sarriac-Bigorre
Sarriac-Bigorre är en kommun i departementet Hautes-Pyrénées i regionen Occitanien i sydvästra Frankrike. Kommunen ligger i kantonen Rabastens-de-Bigorre som tillhör arrondissementet Tarbes. År 2022 hade Sarriac-Bigorre 273 invånare.

## Befolkningsutveckling
Antalet invånare i kommunen Sarriac-Bigorre
| Referens: INSEE |